# Ängsvårlök
Ängsvårlök (Gagea pratensis) är en växtart i familjen liljeväxter. Den förekommer i Europa, från södra Sverige till Medelhavsområdet, Turkiet och europeiska Ryssland.
En hybridform mellan ängsvårlök och vårlök, pommersk vårlök (Gagea pomeranica) förekommer i Tjeckien och Tyskland, men har även påträffats sällsynt i Sverige, främst på Öland.

## Synonymer
- Gagea bracteolaris Salisb. nom. illeg.
- Gagea gussonei (A.Terracc.) Stroh
- Gagea lutea subsp. stenopetala (Fr.) Bonnier & Layens
- Gagea paczoskii (Zapal.) Grossh.
- Gagea pratensis subsp. gussonei A.Terracc.
- Gagea pratensis subsp. stenopetala (Fr.) P.Fourn.
- Gagea pratensis var. paczoskii Zapal.
- Gagea schreberi Rchb.
- Gagea stenopetala Rchb.
- Gagea stenopetala subsp. pratensis (Pers.) K.Richt.
- Gagea stenopetala var. pollinensis N.Terracc.
- Gagea succedanea Griseb. & Schenk
- Gagea transversalis Steven
- Ornithogalum pratense Pers.
- Ornithogalum stenopetalum Fr.
- Ornithogalum tunicatum C.Presl
- Ornithoxanthum pratense (Pers.) Link
- Stellaster pratensis (Pers.) Kuntze

### Webbkällor
- Den virtuella floran
- Wikimedia Commons har media som rör Ängsvårlök.